# Michael Anthony Perry
Michael Anthony Perry (Indianapolis, 7 giugno 1954) è un religioso e missionario statunitense, ministro generale dell'Ordine dei frati minori dal 2013 al 2021.

## Biografia
Nato il 7 giugno 1954 a Indianapolis. Antropologo di formazione, Michael Perry è entrato a far parte dei francescani nel 1977 ed è stato ordinato sacerdote nel 1984. È stato ministro provinciale della provincia del Sacro Cuore di Gesù (Stati Uniti). Per dieci anni è stato missionario nella Repubblica Democratica del Congo. Ha lavorato per Catholic Relief Services e come consulente su questioni internazionali per la Conferenza dei vescovi cattolici degli Stati Uniti.
Il 22 maggio 2013, a Roma, è stato eletto per un triennio 120º Ministro generale dell'Ordine dei frati minori, ordine fondato da San Francesco d'Assisi, di cui è stato fino ad allora vicario generale e procuratore. Succede a José Rodríguez Carballo, nominato il 6 aprile 2013 da papa Francesco segretario della Congregazione per gli istituti di vita consacrata e le società di vita apostolica.